# Bilforhandlerkæde
En bilforhandlerkæde er en sammenslutning af bilforhandlere, der arbejder sammen om for eksempel indkøbsaftaler, fælles leverandører, fælles bilmærker el.lign. Der findes forskellige former for forhandlerkæder, spændende lige fra indkøbsforening til kapitalkæde.